# Komáromi Csipkés György
Komáromi Csipkés György vagy Csipkés Komáromi György (Komárom, 1628 – Debrecen, 1678. október 6.) a magyar barokk protestáns teológiai irodalom képviselője, a teológia doktora, debreceni református tanár. Bibliafordítását Komáromi-biblia néven ismeri a szakirodalom.

## Élete
Apja Csipkés Mihály városi tanácsos volt. Gimnáziumi tanulmányait szülőföldjén kezdte, és Sárospatakon végezte. Ezután Kassára ment, és az ottani református iskola rektora lett. Innen csakhamar Debrecenbe költözött. 1650 nyarán külföldre ment tanulni. Utrechtben telepedett le, ahol egyebek között a keleti nyelveket tanulta. A hébert annyira elsajátította, hogy héber nyelvű szónoklatot tartott az egyetemi hallgatóknak. 1653. február 7-én a teológia doktora lett. Az év nyarán visszatért Magyarországra, és Debrecenben a keleti nyelvek és bölcselet tanára lett. Augusztus 8-án foglalta el tanári székét. 1655-ben megjelent magyar nyelvtanában a magyart is a keleti nyelvek közé sorolta a székely–magyar rovásírás jobbról balra haladó írásmódja miatt.
1657. június 17-én Debrecenben lelkésszé választották, hivatalát 1678. október 6-án bekövetkezett haláláig viselte. Könyveit a debreceni és sárospataki iskolára hagyta.

## Művei
- Disputatio metaphysica de patientia et actu. Utrecht, 1650
- Disputatio theologica de S. S. trinitate. Utrecht, 1651
- Disputatio theologica de clavibus regni coelorum. Utrecht, 1651
- Disputatio scholastico-theologica de Speculo Trinitatis. Utrecht, 1652
- Disputatio schol. theol. de Speculo Trinitatis altera. Utrecht, 1652
- Disputatio theol. inauguralis de sacerdotio Christi, Mendatio Synodis, Diluvio Noachico… Utrecht, 1653
- Oratio haebrea, de lingua sancta. Utrecht, 1653
- Az Kereszteny Isteni-Tudomanynak Jeles móddal úgy elkészittetett rövid summaia. Wollebius János után ford. Utrecht, 1653
- Speculum poeticum. Nagyvárad, 1653
- Disputatio theologica de libro vitae. Utrecht, 1654
- Disputatio theologica de bis mortuis. Nagyvárad, 1654
- Schola haebraica… accessit autoris oratio inauguralis de linguae hebreae utilitate, necessitate… habita ibidem Debrecini a. 1653. 8. aug. Traj. ad Rh. Utrecht, 1654
- Hungaria illustrata. Utrecht, 1655 (Latin nyelven írt magyar nyelvtan, melyet Toldy Ferenc Corpus Grammat. Linguae Hung. című munkájában közölt. – Ism. Bud. Szemle V. 1866. Szabó K.)
- Disputatio theologica de lamiis veneficis. I. II. Nagyvárad, 1656
- Disputatio theologica de universitate diluvii Noachii I. II. Nagyvárad, 1656
- Disputatio theol. de paradiso. Nagyvárad, 1657
- Concionum sacrarum miscellanearum centuria I. Nagyvárad, 1659 (Kassa, 1671.) Cent. II. Nagyszeben, 1665. (2. kiadás Debrecen, 1679.) Cent. III. Debrecen, 1665. Cent. IV. Debrecen, 1668. Cent. V. Debrecen, 1669
- Szomoru Esetek Tüköre. Sárospatak, 1661 (Halotti beszéd Váradi Rácz János fölött)
- Angliai puritanismus. Debrecen, 1662 (Amesius Vilmos után ford.)
- Bekeseges Türes Ösztöne. Debrecen, 1662 (Halotti beszéd Bőr Kata, Böszörményi Mihályné fölött)
- Spicilegium Anglicum. Debrecen, 1664
- Pestis Pestise. Debrecen, 1664
- Az Judiciaria Astrologiarol és Üstökös Csillagokrol valo Judicium. Debrecen, 1665[2]
- Keseredett Lélek Tiszti. Sárospatak, 1666
- Igaz Hit. Nagyszeben, 1666 (241 prédikáczió)
- Transsubstantiatio exentisata. Sárospatak, 1667 (Agricola Arbuteus névvel)
- Való dolgok közzűl kivettetett Által-állatozás. Mesopotámiában (Sárospatak), 1667 (Agricola Arbuteus álnév alatt. Előbbinek fordítása.)
- Élet Unandosaga. Sárospatak, 1668 (Halotti beszéd Biczó Anna, Dobozi Istvánné fölött.)
- Papistasag Ujsaga. Kolozsvár, 1671 (Sámbár Mátyás állításai ellen)
- Molimen sisyphium. Hoc est fructaneitas conatus istius, quod G. B. reformatos in Ungaria non esse confessionis Helveticae, probare frustra contendit. Ostensa per Georgium Nicolai Thysanodem. Kolozsvár, 1672 (Felelet Bársony Györgynek: Veritas toti mundo declarata cz. munkájára. Magyarúl is megjelent: Kolozsvár, 1672, de egy példánya sem ismeretes.)[3]
- Analysis Apocalypseos sparsim et summarie exegetica. Kolozsvár, 1673
- Dissertatio theol. de morte seu obitus Mosis. Kolozsvár, 1674
- Analysis epistolarum Pauli apostoli ad Galatas. Debrecen, 1677
- Analysis epistolae Pauli ad hebraeos. Debrecen, 1677
- Catalogus operum Georgii C. Comorini… editorum et nondum editorum prout erant 1675. die 22. juli. Kolozsvár, 1677
- Magyar Biblia (Komáromi-biblia) – héber és görög nyelvből fordította; Leidenben 1718-ban, de 1685-ös évszámmal jelent meg.[4][5]
  - Magyar Biblia avagy Az Ó és Uj Testamentom könyveiből álló tellyes Szent Irás a magyar nyelven. A sidó cháldeai és görög nyelvekből ford. Komáromi Csipkés György; szerk. Ötvös László; hasonmás kiad.; Vizsolyi Alapítvány Kuratóriuma, Debrecen, 2000 (Nemzetközi theologiai könyv)
- A magyar nyelv magyarázata; hasonmás kiad., ford., előszó, jegyz. C. Vladár Zsuzsa, szerk. Zsilinszky Éva; Magyar Nyelvtudományi Társaság, Bp., 2008 (A Magyar Nyelvtudományi Társaság kiadványai)
- Komáromi Csipkés ágendája. Keresztelés, úrvacsora, esketés és eklézsiakövetés szertartási rendje 1653-ból; sajtó alá rend., bev. Fekete Csaba; DRHE Liturgiai Kutatóintézet, Debrecen, 2009 (A Debreceni Református Hittudományi Egyetem Liturgiai Kutatóintézetének kiadványai)

Kéziratban maradt 24 munkájának jegyzéke közölve van a Századokban, 1873. 140. l. és a Protestans Szemlében (1891)
Munkáin nevét Comaromi C. Gyorgynek, majd Comaromi Csipkes Györgynek írja. Pecsétjének körirata: Georgius C. Comarinus.

## Kapcsolódó szócikk
- A barokk kor magyar irodalma